# Galatás (Trézène)
Pour les articles homonymes, voir Galata (homonymie).
Galatás, en grec moderne : Γαλατάς, est un village du dème de Trézénie, en Attique, Grèce.
Selon le recensement de 2011, la population de la localité s'élève à 2 195 habitants.